# 编辑松

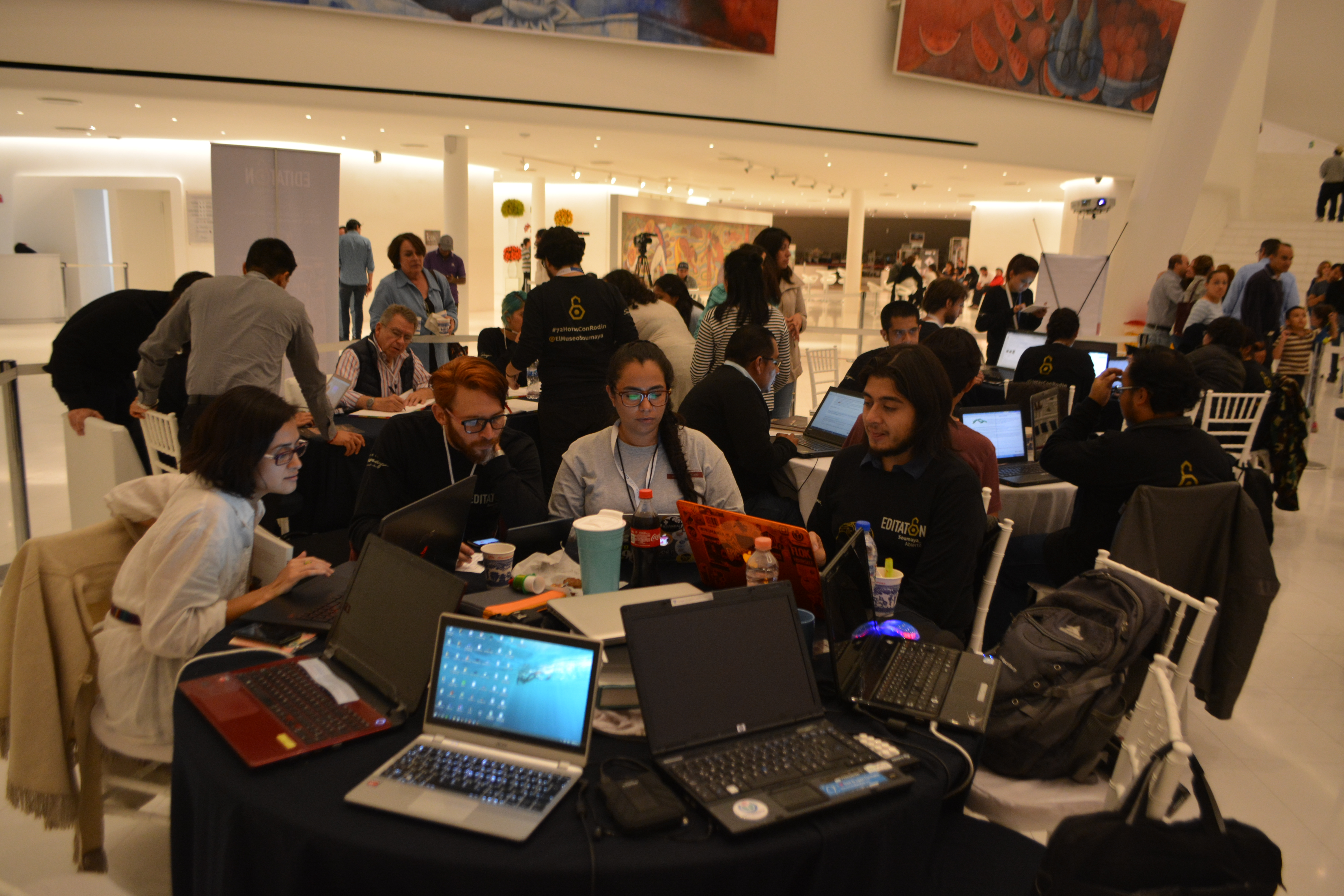
墨西哥城举办的罗丹72小时（72 horas con Rodin）编辑松是吉尼斯世界纪录认可的时间最长的编辑松。

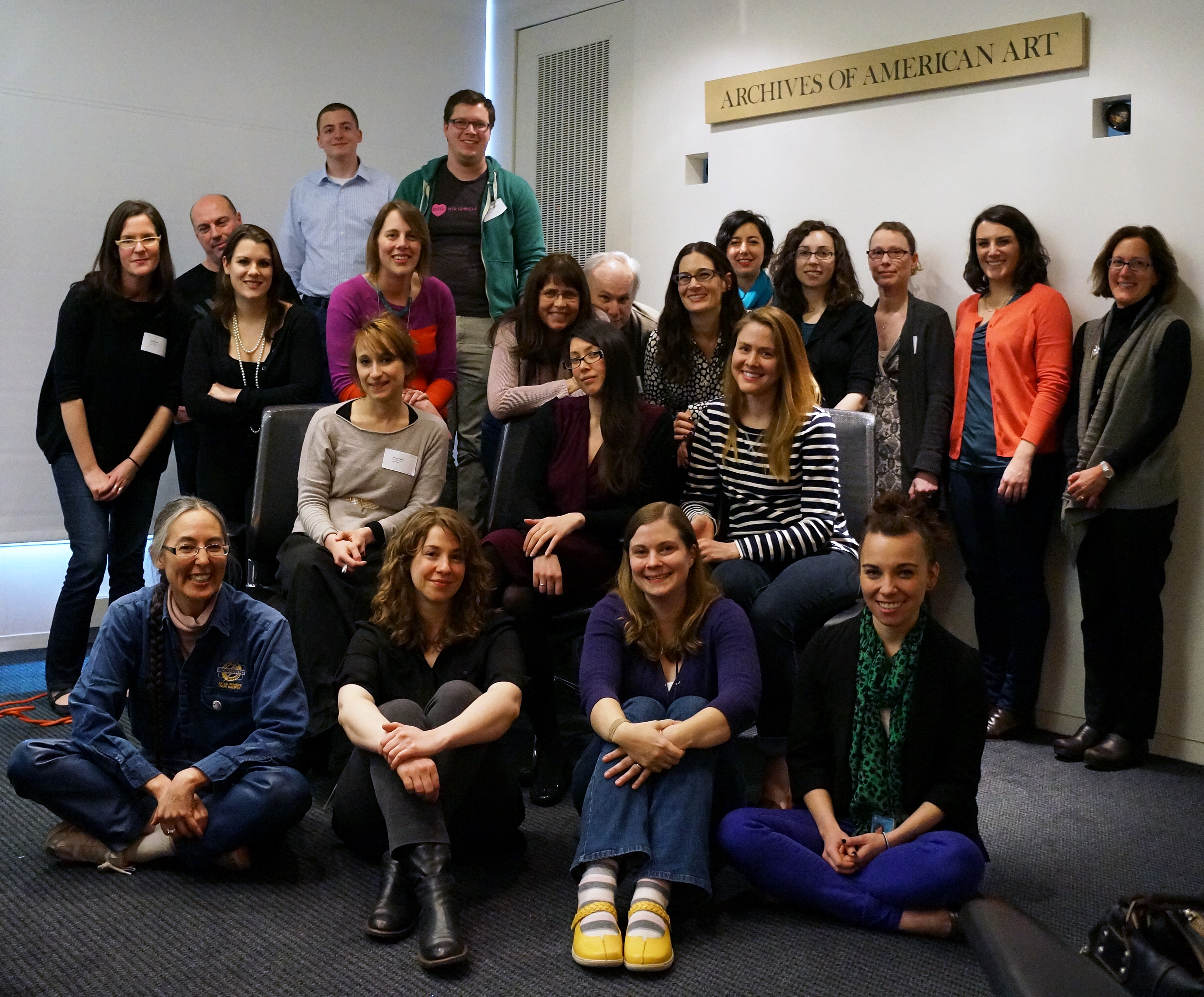
在华盛顿的2013年艺术女性编辑松的出席者们

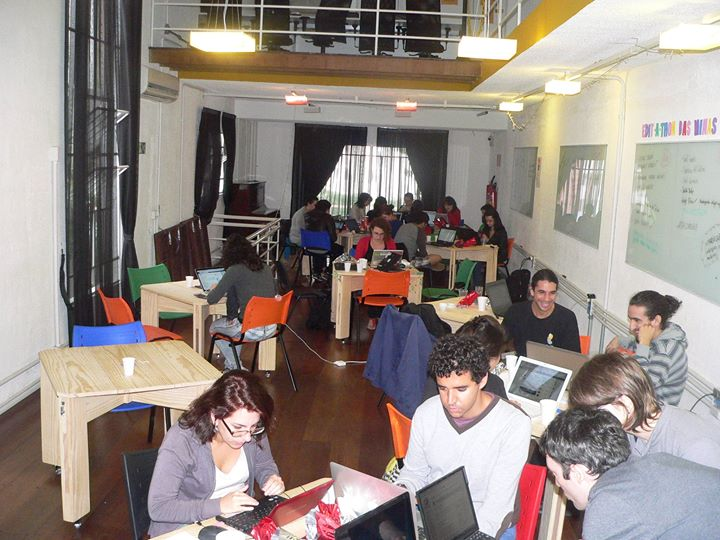
在巴西圣保罗的编辑松，旨在创造和改进维基百科关于女性主義、婦女權利和著名女性的条目

编辑松（英語：edit-a-thon）是维基百科、開放街圖和LocalWiki等网络社区的编者编辑和提升特定主题或类型的内容（通常包括培训新手进行基础编辑）的有组织的活动。他们常常聚在一起，也会分散各处。这个词是“编辑”（edit）和“马拉松”（marathon）的混成詞。
维基百科的编辑松有在维基媒体分会总部举办的，也有在认可的教育机构（包括索諾馬州立大學、亞利桑那州立大學、加拿大的维多利亚大学）举办的；还有在博物馆或档案馆等文化机构举办的。这些活动的主题包括文化遗产、博物馆收藏、妇女史、艺术、女权主义、缩小维基百科的性别差距、社會正義等。 妇女和非裔美国人和LGBT社区在使用编辑松作为弥合维基百科的性别和种族构成差距的一种方法。  一些编辑松由常驻维基人组织。持续时间最长的编辑松是2016年6月9日到12日在墨西哥城的索馬亞博物館举办的，墨西哥维基媒体协会的志愿者和博物馆工作人员连续72小时进行编辑。这次编辑松也记入了吉尼斯世界纪录。
開放街圖社群也举办了多场编辑松活动。